# Aisel
Aysel Məmmədova (Bacu, República Socialista Soviética do Azerbaijão (atual Azerbaijão), 3 de julho de 1989) é uma cantora azeri que representou o seu país, o Azerbaijão, no Festival Eurovisão da Canção em 2018.